# ستيفان دراشكوفيتش
ستيفان دراشكوفيتش (بالصربية: Стефан Драшковић)‏ هو لاعب كرة قدم صربي في مركز الدفاع، ولد في 27 يوليو 1989 في كرالييفو في صربيا. لعب مع نادي رادنيك بيلينا.

## وصلات خارجية
- ستيفان دراشكوفيتش على موقع الاتحاد الأوربي (الإنجليزية)
- ستيفان دراشكوفيتش على موقع قاعدة بيانات كرة القدم.إي يو (الإنجليزية)
- ستيفان دراشكوفيتش على موقع Soccerbase.com (لاعب) (الإنجليزية)
- ستيفان دراشكوفيتش على موقع Soccerway.com (الإنجليزية)
- ستيفان دراشكوفيتش على موقع عالم كرة القدم.نت (الإنجليزية)